# Шардаринський район
Шардари́нський район (каз. Шардара ауданы, рос. Шардаринский район) — адміністративна одиниця у складі Туркестанської області Казахстану. Адміністративний центр — місто Шардара.

## Населення
Населення — 82739 осіб (2021; 74997 у 2009, 64324 у 1999, 62846 у 1989).

## Склад
До складу району входять міська адміністрація та 10 сільських округів:
| Поселення                             | Площа, км² | Населення, осіб (1989) | Населення, осіб (1999) | Населення, осіб (2009) | Населення, осіб (2021) | Центр    | Населені пункти |
| ------------------------------------- | ---------- | ---------------------- | ---------------------- | ---------------------- | ---------------------- | -------- | --------------- |
| Шардаринська міська адміністрація     | -          | 25629                  | 25452                  | 30573                  | 31431                  | Шардара  | 1               |
| Акшенгельдинський сільський округ     | 192,09     | 3120                   | 3424                   | 3998                   | 4477                   | Акалтин  | 2               |
| Алатау-батира сільський округ         | 175,51     | 6234                   | 6723                   | 8244                   | 8695                   | Цілинне  | 2               |
| Достицький сільський округ            | 76,39      | 2552                   | 2738                   | 3238                   | 3430                   | Достик   | 1               |
| Жаушикумський сільський округ         | 80,05      | 1802                   | 1802                   | 1946                   | 2758                   | Жаушикум | 2               |
| Кауисбека Турисбекова сільський округ | 538,23     | 6015                   | 5311                   | 5867                   | 6029                   | Чардара  | 5               |
| Кизилкумський сільський округ         | 700,51     | 1931                   | 1886                   | 2364                   | 4146                   | Кизилкум | 1               |
| Коксуський сільський округ            | 420,08     | 5990                   | 6679                   | 7094                   | 8155                   | Коксу    | 4               |
| Коссеїтський сільський округ          | 85,98      | 3777                   | 4176                   | 4657                   | 5578                   | Коссеїт  | 1               |
| Сюткентський сільський округ          | 415,11     | 2866                   | 2605                   | 2773                   | 2915                   | Сюткент  | 1               |
| Узинатинський сільський округ         | 84,33      | 2930                   | 3528                   | 4243                   | 5125                   | Узината  | 1               |

## Найбільші населені пункти
Населені пункти з чисельністю населення понад 2000 осіб:
| №  | Населений пункт | Населення, осіб (1989) | Населення, осіб (1999) | Населення, осіб (2009) | Населення, осіб (2021) |
| -- | --------------- | ---------------------- | ---------------------- | ---------------------- | ---------------------- |
| 1  | Шардара         | 25629                  | 25452                  | 30573                  | 31431                  |
| 2  | Коксу           | 1517                   | 5618                   | 6125                   | 6972                   |
| 3  | Коссеїт         | 3777                   | 4176                   | 4657                   | 5578                   |
| 4  | Чардара         | 4172                   | 4458                   | 5015                   | 5228                   |
| 5  | Узината         | 2930                   | 3528                   | 4243                   | 5125                   |
| 6  | Казахстан       | 3220                   | 3563                   | 4393                   | 4806                   |
| 7  | Кизилкум        | 1931                   | 1886                   | 2364                   | 4146                   |
| 8  | Цілинне         | 3014                   | 3160                   | 3851                   | 3889                   |
| 9  | Достик          | 2552                   | 2738                   | 3238                   | 3430                   |
| 10 | Сюткент         | 2489                   | 2562                   | 2744                   | 2911                   |
| 11 | Акалтин         | 1959                   | 2031                   | 2384                   | 2602                   |
| 12 | Жаушикум        | 1293                   | 1417                   | 1486                   | 2533                   |